# My Little Town
"My Little Town" is een nummer uit 1975 van het Amerikaanse duo Simon & Garfunkel. Het is geschreven door Paul Simon en geproduceerd door Simon & Garfunkel en Phil Ramone.
Het was de eerste single van het duo sinds "America" in 1972. Het is het laatste studiowerk dat het duo als single heeft uitgebracht. Het nummer stond op de solo-albums van 1975 van zowel Simon (Still Crazy After All These Years) als Garfunkel (Breakaway).

## Achtergrond
In 1970 besloten Simon en Garfunkel uit elkaar te gaan en hun eigen solomateriaal op te nemen. Tussen 1970 en 1975 bracht Simon drie en Garfunkel een solo-album uit.
Simon werkte begin 1975 aan materiaal voor zijn volgende solo-album. Hierbij werd één nummer geschreven, met het idee dit als solo-nummer aan te bieden aan Garfunkel. Nadat hij het nummer voor Garfunkel had gespeeld, werd echter besloten dit nummer als duo op te nemen.

## Bezetting
Het nummer begint met een pianosolo van Barry Beckett en drums van Roger Hawkins. Paul Simon zorgt voor akoestische gitaar, Pete Carr speelt elektrische gitaar, David Hood bas en Ralph MacDonald percussie. De hoorns en andere blaasinstrumenten zijn door Dave Matthews gearrangeerd.

## Hitlijsten
De geruchten rond de verrassende hereniging van het duo zorgde voor de nodige media-aandacht, zowel voor beide solo-albums als deze single. "My Little Town" werd eind 1975 de achtste top tien-hit van het duo in de Billboard Hot 100-hitlijst, met een piek op nummer negen. Daarnaast werd de negende plek behaald in Canada en de achtste positie in Spanje. In de Nederlandse Top 40 kwam de single niet verder dan de 17e positie.

### NPO Radio 2 Top 2000
| Nummer met noteringen in de NPO Radio 2 Top 2000 | '99  | '00  | '01  | '02  | '03  | '04  | '05  | '06  | '07  | '08  | '09  | '10  | '11  |
| ------------------------------------------------ | ---- | ---- | ---- | ---- | ---- | ---- | ---- | ---- | ---- | ---- | ---- | ---- | ---- |
| My Little Town                                   | 1772 | 1078 | 1491 | 1520 | 1538 | 1725 | 1678 | 1670 | 1800 | 1653 | 1800 | 1668 | 1936 |

1. ↑  Een vetgedrukt getal geeft de hoogste notering aan.
2. ↑  Deze tabel is bijgewerkt tot en met de laatste editie (2024).